# Herdenkingspijp van de Slag bij Waterloo

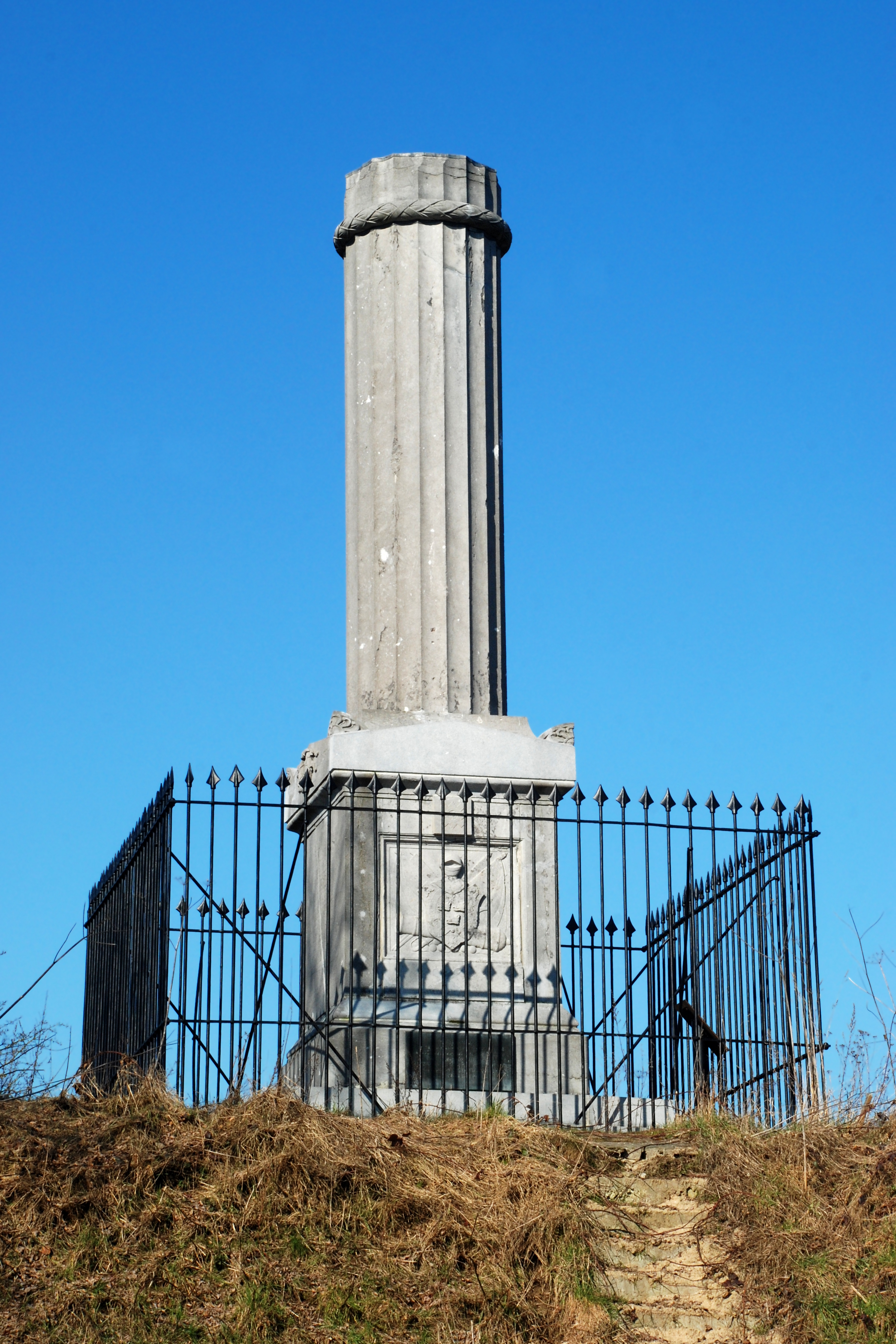
Het herdenkingsmonument voor Alexander Gordon op het slagveld

De herdenkingspijp van de Slag bij Waterloo is een pijp van de hand van de Belgische zilversmid Jean François Van Deuren (1778-1835). Het is een zeldzaam voorbeeld van Belgisch miniatuurzilver en een herdenking van de Slag bij Waterloo.

## Iconografie
De afgebeelde kolom is een vereenvoudigde weergave van een bestaand monument op het slagveld, dat in 1817 werd opgericht ter nagedachtenis aan luitenant-kolonel Alexander Gordon. Objecten die naar de vrede verwijzen zoals bladeren, de pijlkoker, trompetten en een vogel met een twijgje, zijn in verguld zilver uitgevoerd. De objecten rond de sokkel van de kolom - geweren, zwaarden, vaandels, trommen, trompetten, kogels, helmen, wiel en kanon - verwijzen naar oorlog. De steel van de pijp vertoont de vorm van een boom met een tak en bladeren, een verwijzing naar de wedergeboorte van een betere wereld. De kolom is versierd met het opschrift Columna pacis 1815 (kolom van de vrede 1815).
Op het voorwerp zijn de initialen VJF te zien, vermoedelijk die van de eigenaar van de pijp. De kop met rookkamer van de pijp wordt zichtbaar als de kolom wordt losgeschroefd. Ze werd vervaardigd toen het huidige België tussen 1815 en 1830 deel uitmaakte van het Verenigd Koninkrijk der Nederlanden.

## Achtergrond
Alexander Gordon was veldadjudant van de hertog van Wellington tijdens de veldslag. Hij overleed op 29-jarige leeftijd in Wellingtons hoofdkwartier te Waterloo op de avond van het gevecht, als gevolg van opgelopen verwondingen.

## Geschiedenis
In 2013 werd de herdenkingspijp van de Slag bij Waterloo door het Erfgoedfonds van de Koning Boudewijnstichting aangekocht (inventarisnummer: KBS 0089). Ze is tentoongesteld in het DIVA te Antwerpen.